# Марыни
Марыни — деревня на севере Бежаницкого района Псковской области. Входит в состав сельского поселения муниципальное образование «Добрывичская волость».
Расположена на берегу реки Галька, в 40 км к северо-востоку от райцентра Бежаницы и в 8 км к северо-востоку от деревни Шилово.

## Население
Численность населения деревни по состоянию на 2000 год составила 11 человек.

## История
До 2005 года входила в состав ныне упразднённой Шиловской волости.